# Pico das Torres
Pico das Torres je hora na portugalském ostrově Madeira. S výškou 1853 m (některé zdroje uvádějí 1851 nebo 1847 m) se jedná o druhou nejvyšší horu Madeiry, hned za Pico Ruivo (1861 m). Stejně jako vrcholy Pico Ruivo a Pico do Arieiro se i Pico das Torres nachází v centrální části sopečného ostrova Madeiry v okresu Santana.

## Přístup
Hora Pico das Torres je přístupná pouze ze stezky, která spojuje Pico do Arieiro a Pico Ruivo.

## Galerie

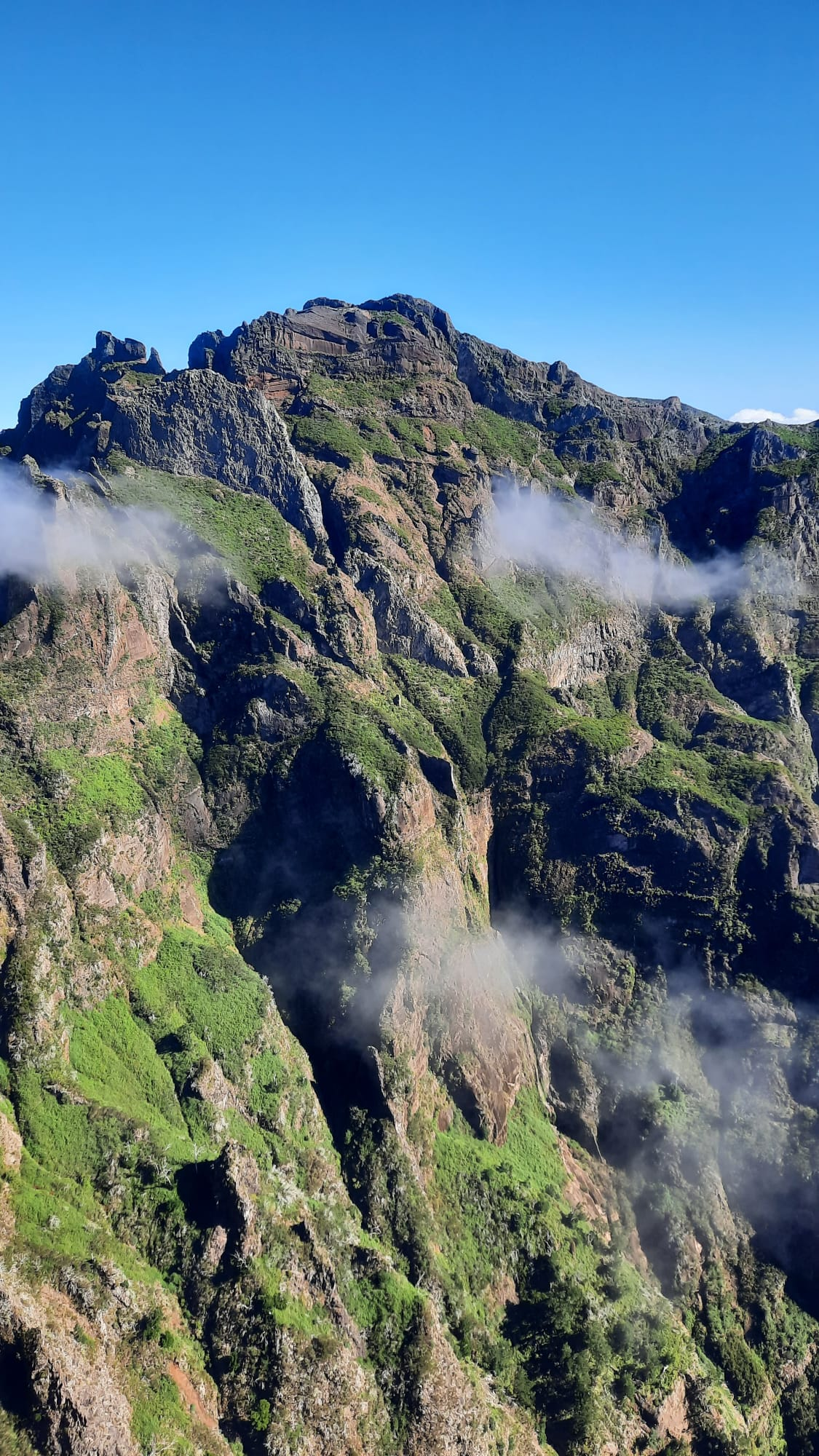
Pico das Torres
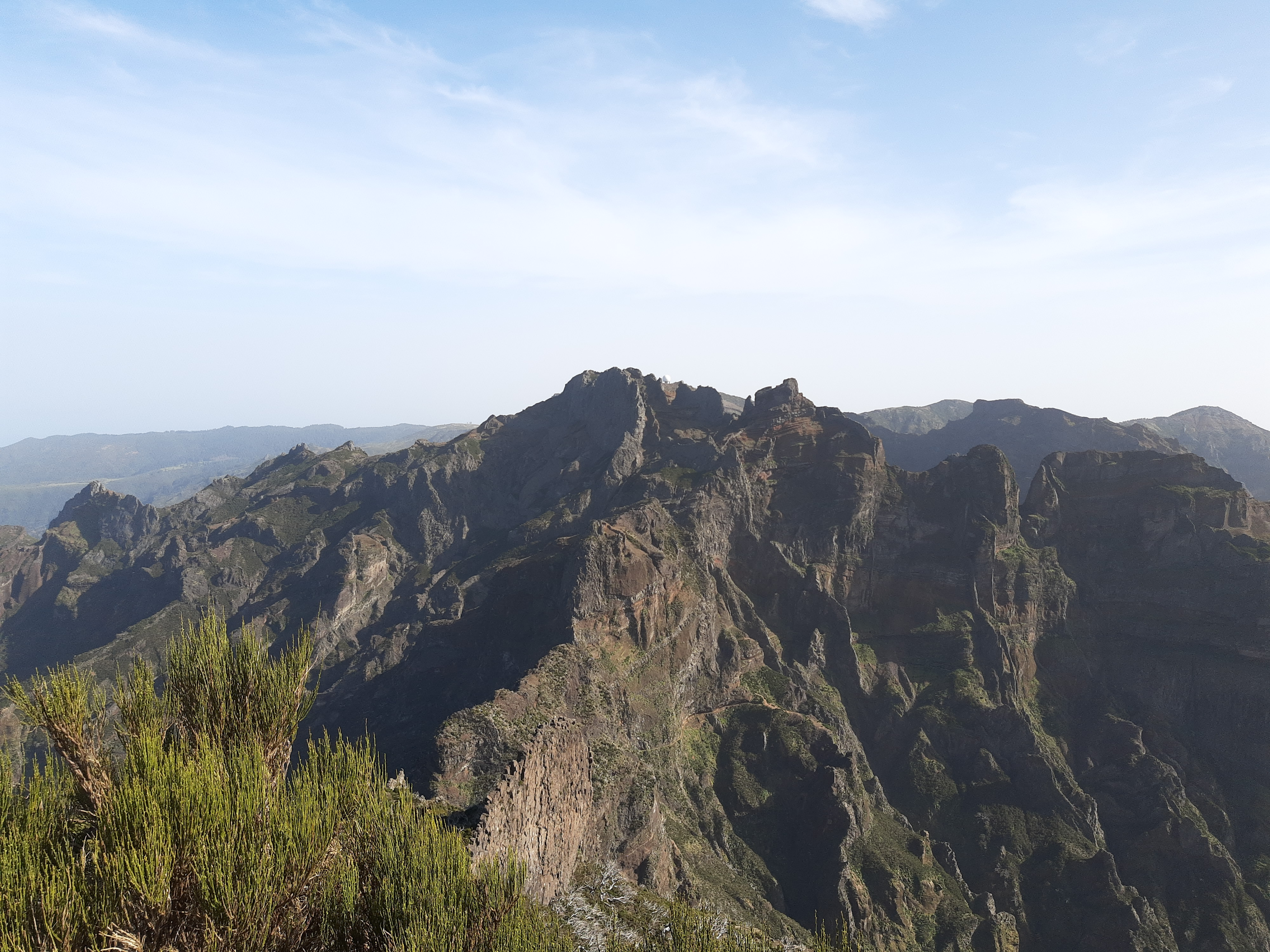
Pohled z východu na Pico das Torres
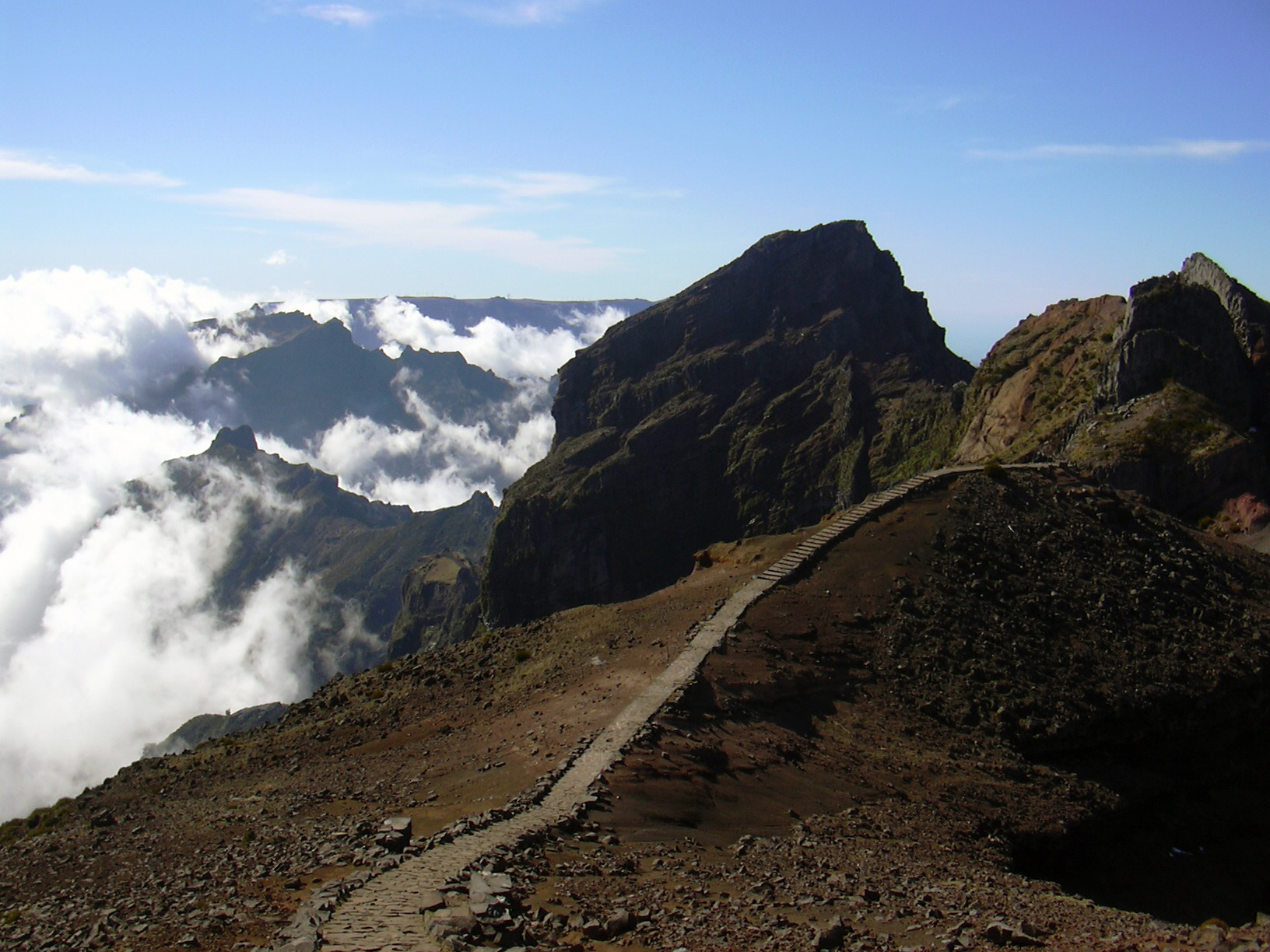
Stezka vedoucí k vrcholu hory